# Sorelle della misericordia
Le Sorelle della Misericordia sono un istituto religioso femminile di diritto pontificio: le suore di questa congregazione pospongono al loro nome la sigla I.S.M.

## Storia

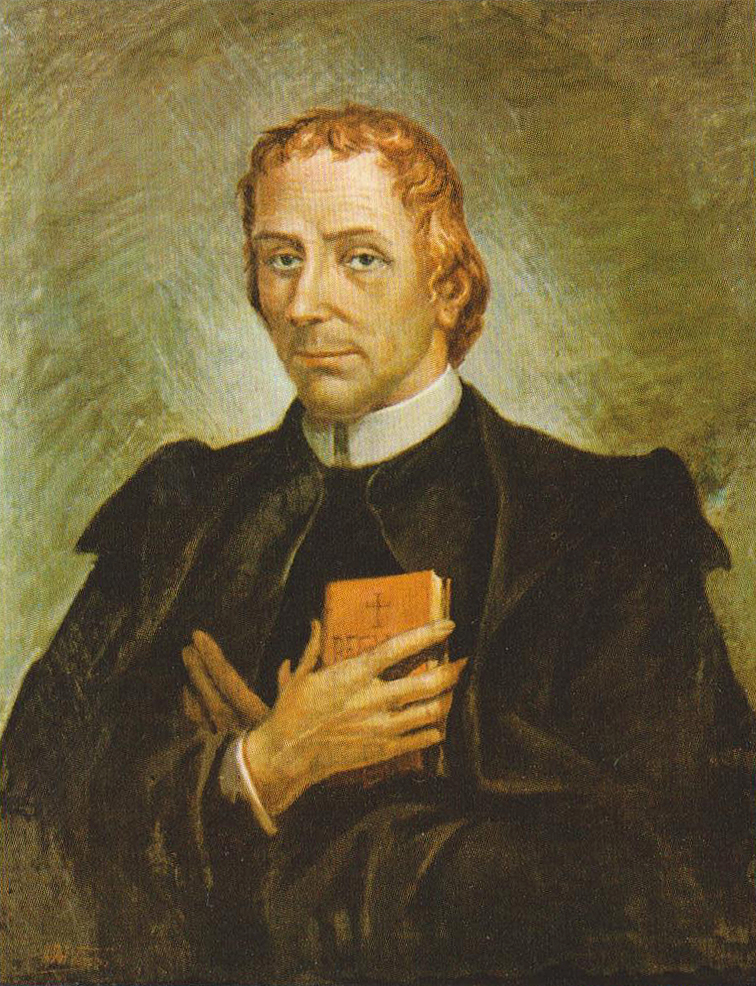
Carlo Steeb, fondatore della congregazione

La congregazione venne fondata da Carlo Steeb (1773-1865). Nel 1799, assieme a Maddalena di Canossa e a Pietro Leonardi, aveva istituito una scuola per "spedaliere", sorelle infermiere destinate a prestare servizio negli ospedali militari e di campo: quando, con la sconfitta di Napoleone a Waterloo, terminò il periodo bellico, Leonardi e la Canossa preferirono dedicarsi ad altri ambiti di apostolato.
Steeb decise di continuare la sua opera di assistenza sanitaria nel Pio ricovero di Verona e, con l'appoggio dei vescovi Giuseppe Grasser e Pietro Aurelio Mutti, il 2 novembre 1840 introdusse nell'ospedale Luigia Poloni (1802-1855) e tre sue compagne, con le quali diede inizio alla congregazione delle Sorelle della Misericordia. L'istituto ottenne l'approvazione diocesana il 10 settembre 1848 e ricevette il pontificio decreto di lode l'8 luglio 1931; le sue costituzioni vennero approvate dalla Santa Sede il 5 agosto 1941 e nuovamente il 6 luglio 1983.
L'istituto si sviluppò anzitutto nell'ambito dell'assistenza ai malati: le sorelle assunsero la gestione di sanatori, centri elioterapici, per la cura delle malattie nervose e dei disabili psichici. Poi la congregazione allargò la sua azione alle attività parrocchiali, all'educazione e al lavoro in terra di missione.
Il fondatore è stato beatificato da papa Paolo VI nel 1975; la Poloni, in religione madre Maria Vincenza, è stata proclamata beata il 21 settembre 2001.

## Attività e diffusione
La spiritualità della congregazione è basata su quella di san Vincenzo de' Paoli ed è caratterizzata da carità, semplicità e umiltà. Le sorelle si dedicano al servizio ai più poveri, all'educazione e alle opere di pastorale giovanile.
Sono presenti in Europa (Germania, Italia, Portogallo), nelle Americhe (Argentina, Brasile, Cile), in Africa (Angola, Tanzania, Burundi). La casa generalizia è in via Valverde a Verona.
Alla fine del 2008, la congregazione contava 1.029 religiose in 103 case.